# 北城街道 (高碑店市)
北城街道，是中华人民共和国河北省保定市高碑店市下辖的一个乡镇级行政单位。

## 行政区划
北城街道下辖以下地区：
杨漫撒村、刘漫撒村、雷庄村、刘庄村、兴隆屯村、陈各庄村、南辛庄村、方家务村、解甲营村、安喜庄村、安乐庄村和孙漫撒村。